# Umywanie nóg

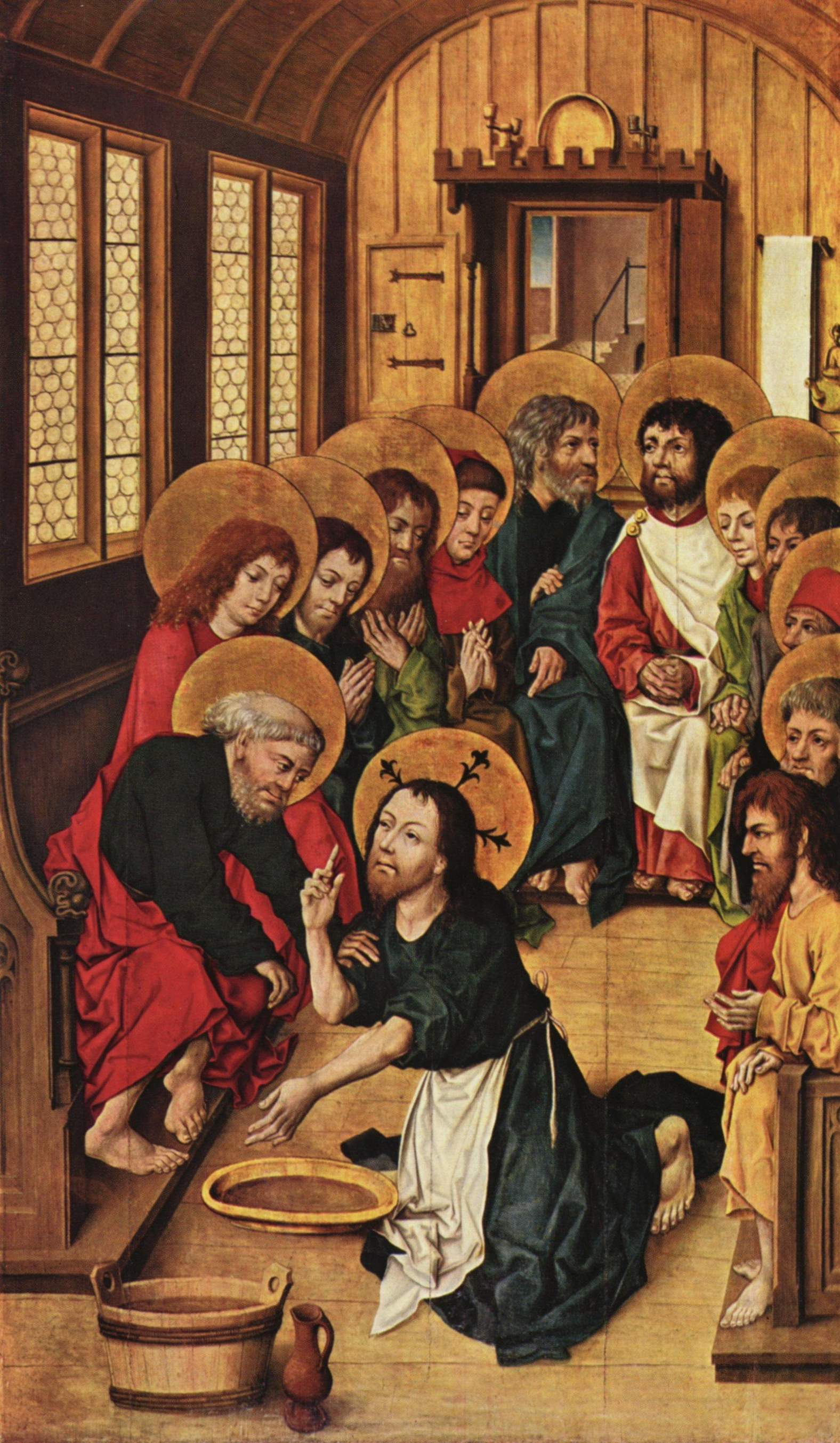
Chrystus myjący nogi apostołom (mal. Mistrz Księgi Domowej, 1475)

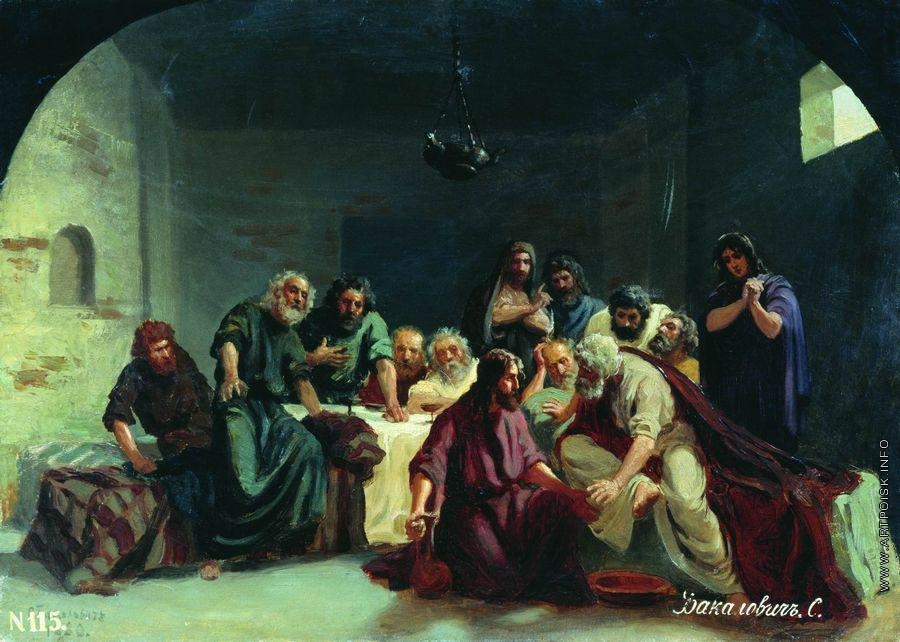
Umywanie nóg wśród pierwszych chrześcijan (mal. Stefan Bakałowicz, 1880)

Umywanie nóg, obrzęd pokory, mandatum – obrzęd chrześcijański praktykowany w części Kościołów chrześcijańskich. W niektórych wyznaniach zaliczany bywa do sakramentów.

## Geneza
Według Nowego Testamentu obrzęd umywania nóg został ustanowiony przez Jezusa Chrystusa w czasie ostatniej wieczerzy w Wieczerniku:

Przed świętem Paschy, Jezus, wiedząc, iż nadeszła godzina jego odejścia z tego świata do Ojca, umiłowawszy swoich, którzy byli na świecie, umiłował ich aż do końca. A podczas wieczerzy, gdy diabeł wzbudził w sercu Judasza, syna Szymona Iskarioty, zamysł wydania go, wiedząc, iż Ojciec wszystko dał mu w ręce i że od Boga wyszedł i do Boga odchodzi, wstał od wieczerzy, złożył szaty, a wziąwszy prześcieradło, przepasał się. Potem nalał wody do misy i począł umywać nogi uczniów i wycierać prześcieradłem, którym był przepasany. Podszedł też do Szymona Piotra, który mu rzekł: Panie, Ty miałbyś umywać moje nogi? Odpowiedział Jezus i rzekł mu: Co Ja czynię, ty nie wiesz teraz, ale się potem dowiesz. Rzecze mu Piotr: Przenigdy nie będziesz umywał nóg moich! Odpowiedział mu Jezus: Jeśli cię nie umyję, nie będziesz miał działu ze mną. Rzecze mu Szymon Piotr: Panie, nie tylko nogi moje, lecz i ręce, i głowę. Rzecze mu Jezus: Kto jest umyty, nie ma potrzeby myć się, chyba tylko nogi, bo czysty jest cały. I wy czyści jesteście, lecz nie wszyscy. Wiedział bowiem, kto go ma wydać; dlatego rzekł: Nie wszyscy jesteście czyści. Gdy więc umył nogi ich i przywdział szaty swoje, i znów usiadł, rzekł do nich: Czy wiecie, co wam uczyniłem? Wy nazywacie mnie Nauczycielem i Panem, i słusznie mówicie, bo jestem nim. Jeśli tedy Ja, Pan i Nauczyciel, umyłem nogi wasze, i wy winniście sobie nawzajem umywać nogi. Albowiem dałem wam przykład, byście i wy czynili, jak Ja wam uczyniłem.

Gest ten ma oznaczać postawę pokory, ale przede wszystkim ofiarnej służby i miłości, jaką powinni cechować się uczniowie Jezusa. Praktyka umywania nóg wspomniana jest również w pismach apostolskich (1 Tm 5,10).

## Umywanie nóg w Kościele katolickim

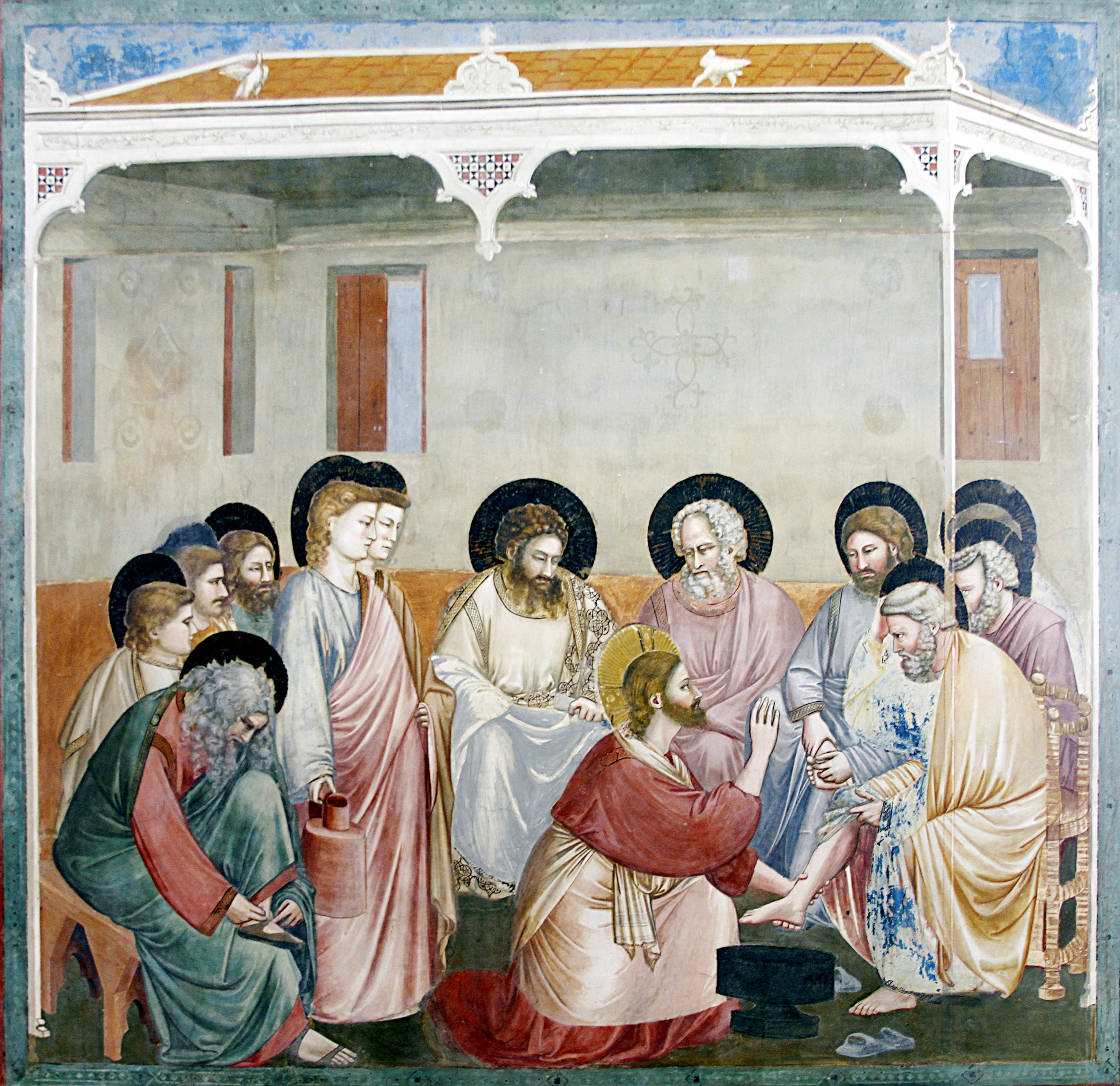
Chrystus przekonuje Piotra (mal. Giotto di Bondone, 1303)

W Kościele rzymskokatolickim obrzęd umywania nóg (tzw. mandatum lub pedilavium) towarzyszy obecnie liturgii wielkoczwartkowej, kiedy główny celebrans obmywa nogi dwunastu osobom; tradycyjnie było to dwunastu mężczyzn – na wzór dwunastu apostołów – i w wielu miejscach nadal tak jest, niemniej coraz częściej do obrzędu zaprasza się zarówno mężczyzn, jak i kobiety, zgodnie z dekretem In Missa in cena Domini, wydanym z inicjatywy Franciszka przez Kongregację ds. Kultu Bożego i Dyscypliny Sakramentów 6 stycznia 2016 roku. Papież Franciszek w Wielki Czwartek obmywał nogi ubogim lub więźniom.

## Umywanie nóg w Kościołach protestanckich
Jakkolwiek większość Kościołów protestanckich uznaje jedynie dwa sakramenty (ustanowienia): chrzest i Wieczerzę Pańską, część z nich praktykuje także obrzęd umywania nóg, któremu zazwyczaj nie przypisuje się rangi sakramentu. Protestancka tradycja umywania nóg sięga czasów przedreformacyjnych. Wiele wspólnot będących protoplastami protestantyzmu uważało, iż w Biblii znajduje się wyraźnie polecenie praktykowania tego obrzędu. Już albigensi dopatrywali się związku umywania nóg z Wieczerzą Pańską, zaś waldensi praktykowali go jeszcze w średniowieczu. Istnieją również dowody, iż wśród husytów toczyły się spory w tej kwestii. Przełom przyniósł wiek szesnasty, wybuch reformacji i ukształtowanie się pierwszych zborów radykalnych protestantów – anabaptystów. Wiele z nich zaakceptowało obrzęd umywania nóg. Na ziemiach polskich ideę tę krzewili bracia polscy. Również część wspólnot mennonickich poparła tę praktykę i stosuje ją do dziś.

### Ewangelikalizm, pentekostalizm, adwentyzm

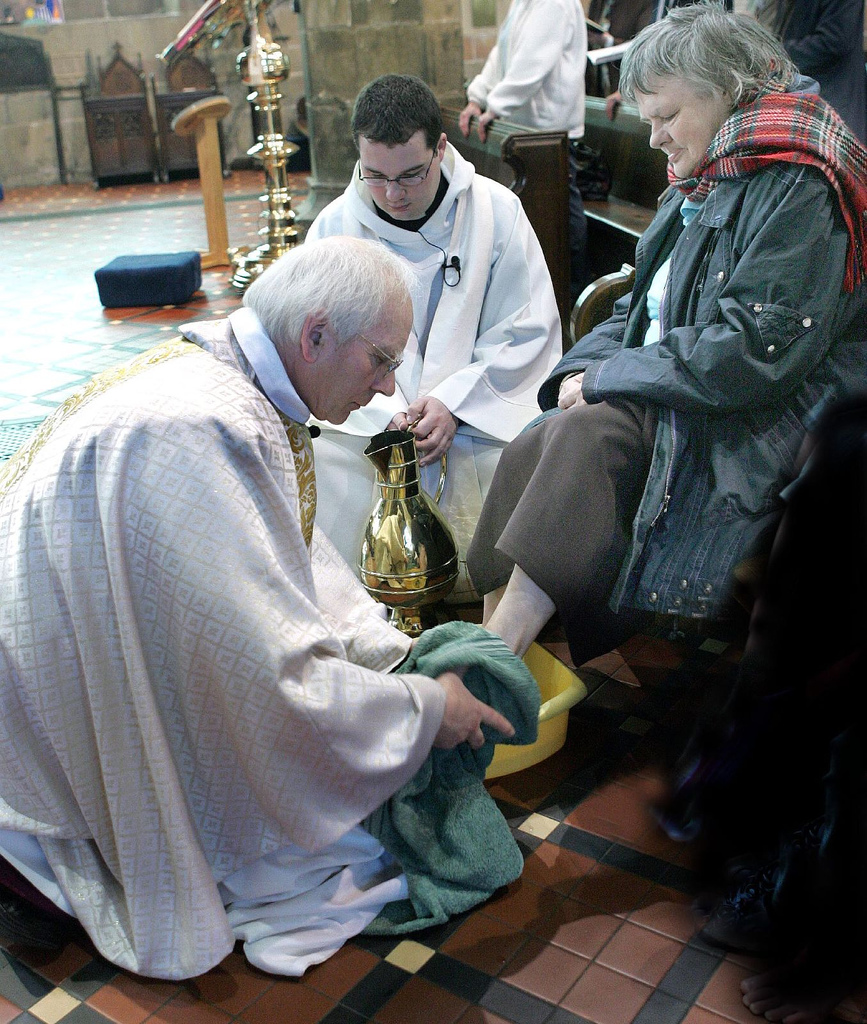
Umywanie nóg w Kościele anglikańskim podczas nabożeństwa w Wielki Czwartek

W miarę rozwoju protestantyzmu, umywanie nóg stało się popularne w wielu wspólnotach. Część Kościołów baptystycznych, obecnie określanych mianem pierwotnych baptystów, opowiedziała się za tą praktyką. Obrzęd praktykują też niektórzy ewangeliczni chrześcijanie oraz wiele wspólnot wyrosłych z tradycji ruchu uświęceniowego. Znaczna część Kościołów zielonoświątkowych popiera umywanie nóg (w Polsce m.in. Chrześcijańska Wspólnota Zielonoświątkowa). Od początku swego istnienia, ruch zielonoświątkowy przywiązywał dużą wagę do tej praktyki. Znaczna część zielonoświątkowców uznaje umywanie nóg za sakrament. Również zielonoświątkowcy jednościowi zaliczają umywanie nóg do sakramentów, a niektórzy z nich (głównie Prawdziwy Kościół Jezusa) uznają go jako konieczny do zbawienia.
Obrzęd umywania nóg jest również zakorzeniony w tradycji adwentystycznej. Pojawił się już wśród millerystów, skąd przeszedł do współczesnego adwentyzmu. Jakkolwiek największy wśród wspólnot adwentystycznych uznających niedzielę za dzień Pański – Kościół Chrześcijan Adwentystów – nie praktykuje obecnie tego obrzędu, istnieją jednak w Stanach Zjednoczonych wspólnoty zachowujące nadal tę tradycję (Pierwotny Kościół Chrześcijan Adwentystów). Umywanie nóg jest obchodzone także w Kościele Bożym Dnia Siódmego (14. dnia miesiąca nisan). Wśród adwentystów dnia siódmego wszystkie wspólnoty, w tym największa – Kościół Adwentystów Dnia Siódmego – praktykują umywanie nóg. W terminologii adwentystycznej używa się także określenia obrzęd pokory.

#### Przebieg
Najczęściej umywanie nóg towarzyszy nabożeństwu komunijnemu i poprzedza Wieczerzę Pańską. Przeważnie pastor lub inna wyznaczona osoba odczytuje przed przystąpieniem do obrzędu fragment 13. rozdziału Ewangelii Jana. Werset 14. owego rozdziału (Jeśli tedy Ja, Pan i Nauczyciel, umyłem nogi wasze, i wy winniście sobie nawzajem umywać nogi.) uznawany jest przez kościoły przyjmujące sakramentalność obrzędu za słowa ustanowienia tego obrzędu. Zazwyczaj każdy członek zboru umywa nogi innemu członkowi w specjalnie przygotowanych misach, osusza je ręcznikiem, lub prześcieradłem (zależnie od zwyczaju), po czym się zmieniają. W niektórych społecznościach w trakcie obrzędu występuje chór, lub śpiewa zespół uwielbieniowy. Po zakończeniu umywania nóg zbór przechodzi do Wieczerzy Pańskiej.

### Ewangelicyzm
W wielu wspólnotach ewangelickich umywanie nóg pojawiło się pod wpływem pietyzmu. Obrzęd praktykowany jest przez niektóre Kościoły luterańskie, anglikańskie i metodystyczne podczas nabożeństwa w Wielki Czwartek. Towarzyszy również ordynacji, podczas której biskup myje nogi ordynowanym.

## Umywanie nóg w Kościele Jezusa Chrystusa Świętych w Dniach Ostatnich
W Kościele Jezusa Chrystusa Świętych w Dniach Ostatnich umywanie nóg miało historycznie dwie formy. W 1830 r. Joseph Smith polecił misjonarzom Kościoła, aby podczas nawracania ludzi, gdy spotkają się z ich sprzeciwem i odrzuceniem mormonizmu, umyli własne nogi i „strząsnęli z nich proch”. Praktyka ta opierała się na Ewangelii Mateusza 10:14. W połowie lat 30. XIX wieku, prorok Smith wprowadził do Kościoła oddzielny obrzęd umywania nóg, który praktykowany był jako jedna z ceremonii oczyszczenia w świątyniach mormońskich. W późniejszym czasie ceremonia została znacznie rozbudowana i poszerzona o nowe elementy. W obecnej postaci nosi nazwę obrzędu umywania i namaszczenia i jest częścią składową ceremonii obdarowania praktykowanej w świątyniach mormońskich zarówno przez żywych, jak i w imieniu umarłych.